# بيبي كورونا
بيبي كورونا (بالإسبانية: José Llopis Corona)‏ هو لاعب كرة قدم ومدرب كرة قدم إسباني، ولد في 4 يونيو 1918 في لقنت في إسبانيا، وتوفي بنفس المكان في 29 يناير 2011. لعب مع خيمناستيك طركونة وريال مايوركا وريال مدريد ونادي أليكانتي ونادي إيركوليس.

## وصلات خارجية
- بيبي كورونا على موقع قاعدة بيانات كرة القدم.إي يو (الإنجليزية)